# آنیولوتی

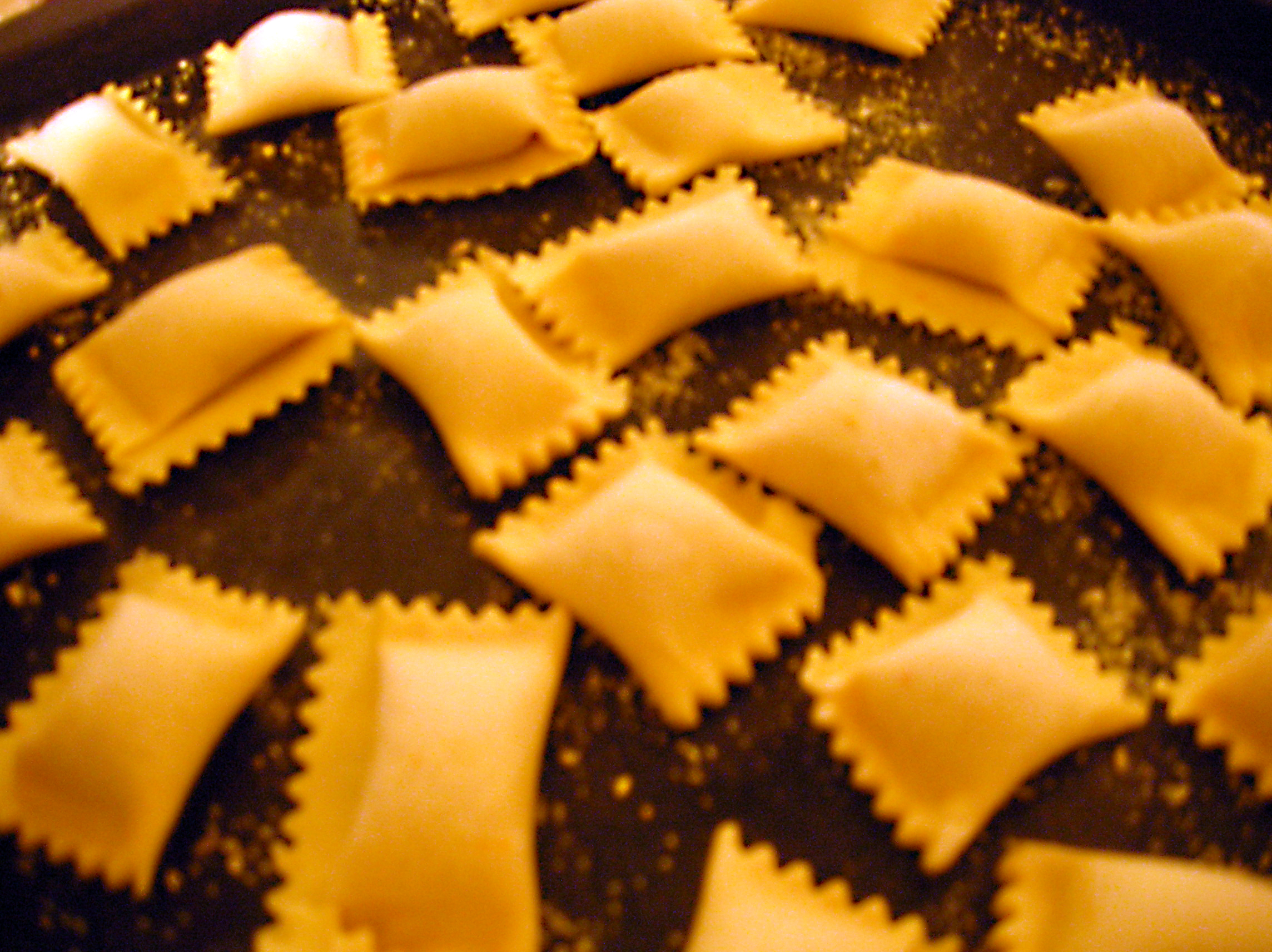
پاستای آنیولوتی چهارگوش

آنیولوتی (به ایتالیایی: Agnolotti) به‌معنای کلاه کشیشان نوعی پاستای مغزدار و ویژهٔ ناحیهٔ پیمونت در ایتالیاست. این پاستا را می‌توان به شکل‌های نیم‌دایره، هلالی یا چهارگوش تهیه نمود.

## ترکیبات
خمیر پاستای آنیولوتی از از ترکیب آرد گندم با تخم مرغ درست می‌شود و محتویان آن به‌طور سنتی ترکیبی از انواع گوشت‌هاست که معمولاً شامل گوشت خوک و گوشت گوساله و گاهی اوقات گوشت الاغ و دیگر ترکیباتی می‌شود که از یک مکان به مکان دیگر تغییر می‌کند. این گوشت‌ها بر روی آتش ملایم پخته شده و سپس با شراب و سبزیجات مزه‌دار می‌شود. در نمونه‌های محلی دیگر این پاستا سبزیجاتی مانند آرتیشوک و پنیر نیز به آن اضافه می‌شود.

## طرز تهیه

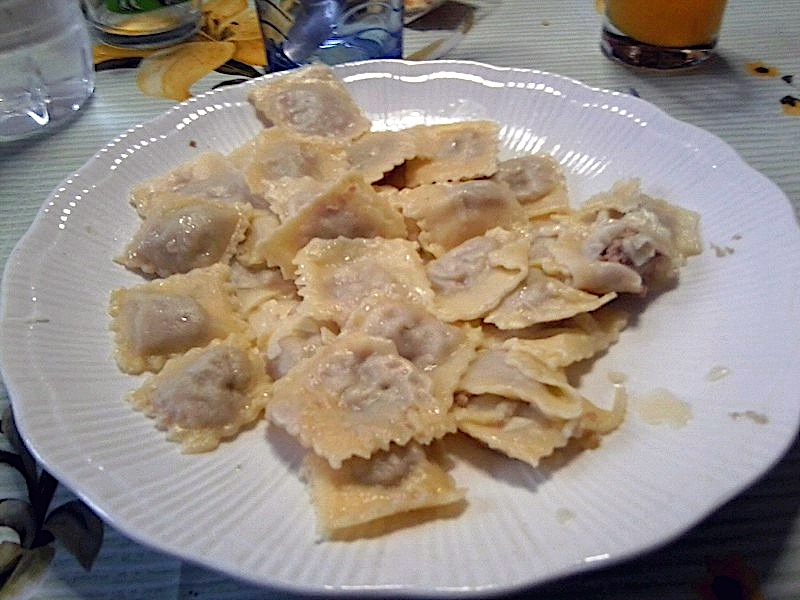
یک بشقاب آنیولوتی خانگی پیمونتی

آرد و تخم مرغ را با یکدیگر ترکیب کرده و خمیر به‌دست آمده را مدتی می‌گذارند تا استراحت کند. سپس آنرا با وردنه نازک کرده و به‌صورت چهارگوش‌هایی ۵ سانتی‌متری با کاتری دندانه‌دار یا صاف برش می‌زنند. همچنین ممکن است این برش‌ها به شکل دایره باشد. سپس کمی از مایهٔ تهیه‌شده برای مغز پاستا را در مرکز خمیر قرار داده و دو لبهٔ خمیر را بر روی یکدیگر تا کرده و می‌بندند تا به شکل مستطیل یا نیم‌دایره درآید. سپس آنها را در آب‌نمک فراوان می‌جوشانند.
همچنین ممکن است گاه کمی اسفناج به خمیر اضافه نمایند تا به‌رنگ سبز کمرنگ درآید.

## مصرف
پاستای آنیولی را می‌توان به‌عنوان غذای اصلی همراه با سس، عصارهٔ گوشت و پنیر پارمیجانوی رنده‌شده بر روی آن سرو نمود یا اینکه از آن در سوپ، آبگوشت یا سالاد استفاده کرد.